# Crossostomus
Crossostomus es un género de peces de la familia Zoarcidae en el orden de los Perciformes.

## Especies
- - Crossostomus chilensis   1913.[1]
  - Crossostomus fasciatus  Lönnberg, 1905
  - Crossostomus sobrali  Lloris & Rucabado, 1989